# Bruce Robinson
Bruce Robinson, född 2 maj 1946 i London, är en brittisk filmregissör, manusförfattare och skådespelare. Robinson skrev bland annat manus till dramafilmen Dödens fält från 1984. Han har även skrivit manus till och regisserat dramakomedin The Rum Diary från 2011.
Hans genombrott som regissör kom 1987 med filmen Withnail och jag, en dramakomedi med självbiografisk bakgrund som räknas som en kultfilm i hemlandet Storbritannien.